# 楊彥溫
杨彦温（？—930年5月20日），五代十国后梁、后唐武官，汴州人。
杨彦温本后梁小校。唐庄宗朝，官至裨将。天成年间，为河中副指挥使，李從珂镇河中，善待他，表奏为衙内都指挥使。长兴元年（930年）四月，乘李从珂在黄龙庄阅马，据城谋叛。李从珂派人诘问：“我待你很好，何苦叛乱？”杨彦温说：“我不敢负恩，因为收到枢密院的命令，让我拒绝听命，只请相公回到朝廷。”数日后，诏命李从珂归朝。唐明宗怀疑有诈，不想兴兵，授杨彦温绛州刺史。安重诲坚持请求出师，命西京留守索自通、侍卫步军指挥使药彦稠等率军攻打。五日攻克，从作乱到失败，共十三日。药彦稠出师时，明宗要求他生擒杨彦温，自己将要亲自询问。长兴元年四月二十癸丑，索自通、药彦稠等上奏，攻克河中城，斩杨彦温，传首来献。明宗对药彦稠等人非常生气。当时人认为是安重诲弄权，忌惮李从珂，于是设计计谋陷害。杨彦温愚昧，被人唆使，结果被灭族。